# فرودگاه بین‌المللی تاندر بی
فرودگاه بین‌المللی تاندر بی (به انگلیسی: Thunder Bay International Airport) (به زبان بومی: Thunder Bay Airport) یک فرودگاه همگانی باربری با کد یاتا YQT است که یک باند فرود آسفالت دارد و طول باند آن ۲٬۲۳۱ متر است. این فرودگاه در کشور کانادا قرار دارد و در ارتفاع ۱۹۹ متری از سطح دریا واقع شده‌است.

## شرکت‌های هواپیمایی و مقصدهای پروازی

### مسافری
| شرکت‌های هواپیمایی  | مقصدهای پروازی |
| ------------------ | --- |
| Air Canada Express | پیرسون تورنتو، وینیپگ جیمز آرمسترانگ ریچاردسون |
| Air Transat        | پونتا کانا |
| بیرسکین ایرلاینز   | منطقه‌ای درایدن، شهری فورت فرانسس، کپوسکیسینگ، کنورا، نورث بی/جک گارلند، رد لیک، سولت ماریه، سو لوک‌اوت، سودبری، تیمینس/ویکتور ام. پاور، وینیپگ جیمز آرمسترانگ ریچاردسون |
| Nakina Air Service | فورت هوپ، ناکینا، لنزداون هاوزیز، اوگوکی پست، وبکوی |
| پورتر ایرلاینز     | مونترآل-پییر الیوت ترودو, مک‌دونالد-کارتیر اتاوا, شهری بیلی بیشاپ تورنتو                                                                                                |
| سان‌وینگ ایرلاینز   | کانکون، کینتانا رو، خوآن گئوآلبرتو گومس |
| سوپریور ایرویز     | چارتر: رد لیک |
| واسایا ایرویز      | سو لوک‌اوت، وینیپگ جیمز آرمسترانگ ریچاردسون |
| WestJet Encore     | پیرسون تورنتو، وینیپگ جیمز آرمسترانگ ریچاردسون |

### باری
| شرکت‌های هواپیمایی                    | مقصدهای پروازی                  |
| ------------------------------------ | ------------------------------- |
| Cargojet Airways اجرا توسط First Air | وینیپگ جیمز آرمسترانگ ریچاردسون |
| فدکس اکسپرس                          | وینیپگ جیمز آرمسترانگ ریچاردسون |

### Charter
| شرکت‌های هواپیمایی | مقصدهای پروازی    |
| ----------------- | ----------------- |
| Air Bravo         | On-Demand Charter |
| تاندر ایرلاینز    | On-Demand Charter |